# Abou el Hassan
Abou el Hassan (arabiska: دائرة أبو الحسن) är en ort i Algeriet.   Den ligger i provinsen Chlef, i den norra delen av landet, 170 km väster om huvudstaden Alger. Abou el Hassan ligger 189 meter över havet och antalet invånare är 24 022.
Terrängen runt Abou el Hassan är huvudsakligen kuperad, men österut är den platt.  Runt Abou el Hassan är det ganska tätbefolkat, med 207 invånare per kvadratkilometer. Närmaste större samhälle är Ténès, 14,5 km nordost om Abou el Hassan. Trakten runt Abou el Hassan består till största delen av jordbruksmark.